# Bonam
Bonam – dzielnica (wijk) miasta Willemstad oraz osada (buurt), w dystrykcie Willemstad, w kraju autonomicznym Curaçao, należącym do Holandii, w Ameryce Południowej. 20 października 2023 r. liczyła 8358 mieszkańców.  

## Osady
W skład dzielnicy wchodzi siedem osad (buurt):
| Lp. | Nazwa           | Powierzchnia km² | Liczba mieszkańców |
| --- | --------------- | ---------------- | ------------------ |
| 1.  | Bonam           | 0,69             | 834                |
| 2.  | Jongbloed       | 1,69             | 3260               |
| 3.  | Kirindongo Abou | 0,86             | 1628               |
| 4.  | Nabij Vetter    | 0,10             | 192                |
| 5.  | Noord Zapateer  | 1,13             | 2589               |
| 6.  | Ronde Klip Zuid | 0,48             | 845                |
| 7.  | San Fuego       | 0,05             | 101                |